# Luc Estang
Pour les articles homonymes, voir Estang (homonymie).
Luc Estang, né Lucien Bastard le 12 novembre 1911 à Paris et mort le 25 juillet 1992 dans cette même ville, est un romancier, journaliste, essayiste et poète français.

## Biographie
Après des études menées dans des institutions religieuses en Artois et en Belgique, Luc Estang exerce plusieurs métiers passant par une période de chômage et de vie de bohème. Il est même le secrétaire d'une Altesse sérénissime, et ce avant d'entrer dans le journalisme en 1934. Il devient le directeur littéraire du journal La Croix de 1940 à 1955, puis collabore au Figaro littéraire.
C'est par le journalisme qu'il vient à la littérature. Il publie tout d'abord des œuvres de poésie, notamment Au-delà de moi-même en 1938, Transhumances en 1939, le Mystère apprivoisé en 1943, les Béatitudes en 1945. Il y montre « une manière de dire en ne jouant pas au mystique et au prophète », et « une extrême maîtrise de la langue ». Ce « poète singulier qui ne se soucie pas de singularité » construit, selon Robert Sabatier, « une poésie directe qui touche parce qu'on peut, en quelque sorte, la toucher tant elle est à portée de nos angoisses et de nos aspirations, que nous soyons chrétiens ou pas. ». Pour Alain Bosquet, si ces premières poésies traduisent une «richesse intérieure toute de véhémence», les poèmes ultérieurs au recueil Les Quatre éléments, publié en 1956, sont davantage marqués par «une fantaisie nuancée, une manière de se définir en quelques traits entre la douleur et l'ébahissement, un chant qui s'écorche».
Son premier roman, Les Stigmates, en 1949,  est mis à l'index. Cette condamnation n’est pas rendue publique, à la suite du retrait du livre et des excuses publiques de l’auteur.  Frédéric Gugelot y a consacré toute une étude dans Résistances romaines au personnalisme ? La condamnation de la trilogie romanesque de Luc Estang .
Mais ce roman est le premier volume d'une trilogie, intitulée Charges d'âmes, et qui comprend également Cherchant qui dévorer (1951) et les Fontaines du grand abîme (1954). La poursuite de la parution de la trilogie le contraint à quitter le journal La Croix. Cette rupture est révélatrice de sa conception de la littérature. Se détachant clairement de la valorisation d'une morale nationaliste et religieuse, il place le spirituel, et non plus la morale, au centre de l’appréciation littéraire. La plongée dans la sombre existence d’êtres de chair et de sang est caractéristique d'une nouvelle génération d’écrivains d’inspiration catholique, dont une des figures de proue est Georges Bernanos. Mais, à la différence de Bernanos, Luc Estang s'attache davantage à la liberté humaine qu'au mystère de la grâce et de son action. Pour Émile Henriot, «Les Stigmates révélait un vrai romancier, à la fois réaliste et curieux de cœurs et de problèmes religieux».
À partir de 1956, il appartient au comité directeur des éditions du Seuil. Romancier mais aussi essayiste et poète, il collabore à des émissions littéraires à la radio.  Il obtient en 1950 le Grand Prix de la Société des gens de lettres pour Les Stigmates. Le Grand prix de littérature de l'Académie française lui est décerné en 1962 pour l'ensemble de son œuvre. Et le roman La Fille à l'oursin lui vaut le Prix Maison de la Presse en 1971.
En 1973, il est candidat à l'Académie française.
En 1976, son nom de plume devient son nom officiel.
Ses romans comme sa poésie témoignent d'un «extrémisme spirituel» qui le fait disciple aussi bien de Nietzsche que de Bernanos. Il y a aussi chez cet écrivain la conviction que la plus grande malédiction est de ne trouver en soi qu'un «vide intérieur». Valentin, un prêtre manqué, héros des Stigmates déclare : « Dieu ne croit pas en moi ». Dans son itinéraire spirituel, les Déicides, roman écrit en 1980, donne une place à la transcendance affranchie de tout dogmatisme. Ces déicides, héros du roman, libérés de toute orthodoxie religieuse, redécouvrent l'espoir d'une transcendance, et le retour au sacré. Par contre, pour le critique littéraire Bertrand Poirot-Delpech, cette «réflexion d'essayiste spiritualiste s'incarne de façon un peu prévisible et mélodramatique, dans des personnages insuffisamment ambigus ou habités».
Luc Estang meurt le 25 juillet 1992 dans le 15e arrondissement de Paris. Il est inhumé à Ichy.

## Œuvres
Poésie
- Au-delà de moi-même, 1938, prix Artigue de l'Académie française en 1938.
- Transhumances, 1939.
- Puissances du matin, 1941.
- le Mystère apprivoisé,  1943, prix Le-Fèvre-Deumier de l’Académie française.
- Les Béatitudes, 1945.
- Les Sens apprennent, 1947.
- Le Poème de la mer, 1950.
- Les Quatre éléments, 1956.
- D'une nuit noire et blanche, 1962.
- La Laisse du temps, 1977.
- Corps à cœur, 1982.
- Mémorable planète, 1991.

Essais
- Petite Histoire du romantisme, 1940.-
- Invitation à la poésie, 1943.
- Le Passage du Seigneur, 1945.
- Présence de Bernanos, précedé de Dans l'amitié de Leon Bloy par Georges Bernanos, 1947.
- Ce que je crois, 1956.
- Julien Green, 1990.

Romans
- Trilogie: Charges d'âmes :
  - Les Stigmates , 1949 (Grand Prix de la Societé des Gens de Lettres du roman 1950).
  - Cherchant qui dévorer, 1951.
  - Les Fontaines du grand abîme, 1954.
- L'Interrogatoire, 1957.
- L'horloger du Cherche-Midi, 1959.
- Le Bonheur et le salut, 1961.
- Que ces mots répondent, 1964.
- L’Apostat, 1968.
- La Fille à l'oursin, 1971, Seuil, (Prix Maison de la Presse 1971).
- Il était un p'tit homme, 1975.
- Les Déicides, 1980.
- Les femmes de M. Legouvé, 1983.
- Le Loup meurt en silence, 1984.
- Celle qui venait du rêve, 1989.

### Sources
- Patrick Kéchichian, « Mort de Luc Estang. La probité d'un écrivain. », Le Monde,‎ 29 juillet 1992.
- André Caudron, notice "Luc Estang", Dictionnaire Biographique du Mouvement Ouvrier, Le Maitron. https://maitron.fr/spip.php?article50123
- Robert Sabatier, Histoire de la poésie française du XXe siècle : Métamorphoses et Modernité, vol. 3, Éditions Albin Michel, 1988, 795 p. (lire en ligne), « Luc Estang », p. 70-74.
- Bertrand Poirot-Delpech, « Repentis ? », Le Monde,‎ 29 février 1980.
- Alain Bosquet, « Le jeu et la nostalgie de Luc Estang. », Le Monde,‎ 11 novembre 1977.
- Émile Henriot, « Autres romanciers. Luc Estang - Michel Mohrt - Maurice Druon. », Le Monde,‎ 21 novembre 1951.